# Jakub Wiecki
Jakub Wiecki (ur. 12 lutego 1989 w Wąbrzeźnie) – polski hokeista.

## Kariera
- EHC 80 Nürnberg (2005-2008)
- Blue Lions Leipzig (2008-2009)
- Lausitzer Füchse (2009-2011)
- EHC Jonsdorfer Falken (2010)
- EHF Passau Black Hawks (2011-2012)
- HC GKS Katowice (2012-2013)
- Kassel Huskies (2013)
- EHC Freiburg (2013-2015)
- 1. EV Weiden (2015-2016)
- Saale Bulls Halle (2016-2017)
- Füchse Duisburg (2017)
- EHC Erfurt (2017-)
- ECDC Memmingen (2018-2019)
- EC Harzer Falken (2019-)

Urodził się w Polsce, pierwsze lata kariery spędził w Niemczech. Posiada zarówno polskie, jak i niemieckie obywatelstwo. W barwach reprezentacji Polski do lat 18 uczestniczył w turnieju mistrzostw świata juniorów do lat 18 w 2007 (Dywizja I). W barwach reprezentacji Polski do lat 20 uczestniczył w turnieju mistrzostw świata juniorów do lat 20 w 2008 (Dywizja I).
Do 31 stycznia 2013 był zawodnikiem HC GKS Katowice. Od 1 lutego 2013 zawodnik Kassel Huskies. Od 12 lipca 2013 zawodnik EHC Freiburg. W maju 2014 przedłużył kontrakt z klubem o rok. Od maja 2015 do kwietnia 2016 zawodnik 1. EV Weiden. Od czerwca 2016 zawodnik MEC (Saale Bulls) Halle 04. Od stycznia do kwietnia 2017 zawodnik Füchse Duisburg. Od kwietnia 2017 zawodnik EHC Erfurt. Na apoczątku lipca 2018 został zawodnikiem ECDC Memmingen. We wrześniu 2019 przeszedł do EC Harzer Falken.

## Sukcesy
Klubowe
- Mistrzostwo Oberligi: 2015 z EHC Freiburg